# 安斉かれん
安斉 かれん（あんざい かれん、1999年（平成11年）8月15日 - ）は、日本の歌手、作詞家、女優、モデル。神奈川県藤沢市出身。所属レコード会社及びマネジメントはavex trax。

## 経歴
小学生の頃にエレクトーン奏者に憧れてエレクトーンを始める。中学校入学前後で父親に連れられて行ったザ・ローリング・ストーンズのライブをきっかけに、ロックを聴き始めた。彼らのライブで見たサックス演奏に憧れて中学生の時に吹奏楽部に入り、アルトサックスを始めた。元々ジャズ志望だったが、中学3年次には湘南地区吹奏楽コンクールで金賞(ダメ金)、アンサンブルコンテストで金賞を獲得するほど吹奏楽部に熱中した。安斉は朝一番に教室に来て黙々と個人練習をこなす練習の虫であった。吹奏楽部時代は「青春」であり、「一番楽しかった思い出」と語っている。サックスを始めたきっかけがストーンズのライブであったことから中学生当時はバンド活動にも関心があり、小学生時代からの友人が中学に進学してからギターやベースを始めたことからバンド結成の話になり、地元のタワーレコードに行き組みたいバンドの音楽性について話し合ったこともあった。当時はBUMP OF CHICKENをよく聴いており、安斉はドラマー志望であった。
父が家で趣味のギターを弾くことが多かったことから、興味が沸くのは自然と楽器ばかりで、将来は楽器に携わる仕事に就くことを考えていた。楽器に触れていく中で「喉もひとつの楽器」と気づき、「ちょっと歌をやってみようかな」という程度の感覚で歌を始め、高校1年生の時にavexの原宿アカデミーに通い始めた。学校に通いながら週3回、実家のある藤沢からレッスン場がある原宿を往復する生活を送っていたが、当時は単に音楽が好きでレッスンに通っていただけで、歌手デビューする気持ちはなかった。レッスンに通いながら渋谷の「RELECT by RUNWAY CHANNEL Lab.」の店員として働き、デビュー前から多くのファッションメディアに登場していた。

### 2019年：デビュー3部作
2019年4月、RELECTを通じて彼女を知ったM・A・C JAPANからの依頼により女性アーティストとしては初となるコスメティック・ブランドM・A・Cの店頭コレクションビジュアルのモデルを3か月連続で務めることが発表された。
2019年5月1日、16歳の時に書いた「世界の全て敵に感じて孤独さえ愛していた」をデジタルシングルとして発売し、デビュー。7月1日、2枚目のシングル「誰かの来世の夢でもいい」を発表。10月1日、3枚目のシングル「人生は戦場だ」を発表。同曲はテレビ東京系アニメ『ブラッククローバー』のエンディングテーマに起用された。安斉はかねてより原作のファンであり、起用にあたって喜びのコメントを寄せている。なお、デビューシングルから3rdシングルまで「デビュー3部作」として、ミュージック・ビデオは一連の物語を描いている。また、3作ともサブスクリプション、音楽ストリーミングサービス限定シングルとして発売された後、全国タワーレコード店頭限定で8cmCD仕様で発売された。
10月20日、東京・渋谷区で行われた「第14回 渋谷音楽祭2019〜Shibuya Music Scramble〜」に出演し、初めてライブパフォーマンスを披露した。SHIBUYA109の野外特設会場でデビュー曲「世界の全て敵に感じて孤独さえ愛していた」と「人生は戦場だ」の2曲を披露したが、ステージに鏡が設置され、安斉が観客の前に現れず鏡越しに見え隠れするという特異なものだった。同年12月25日に新木場スタジオコーストで行われた、「東京ガールズコレクション」がプロデュースする「TGC teen 2019 Winter」のオープニングアクトの一人としてシークレット出演したが、巨大なボックス型の機材の中で歌唱するという演出がとられ、またも直接観客の前に姿を見せることはなかった。

### 2020年 - 現在：ドラマ「M 愛すべき人がいて」
2020年2月29日、同年4月より放送される浜崎あゆみの告白をもとに小松成美が執筆した小説『M 愛すべき人がいて』（幻冬舎）を原作とする連続ドラマの主演に抜擢されたことが発表された。三浦翔平とのW主演であり、安斉が本格的な演技に挑戦するのはこれが初である。このドラマ出演はオーディションではなく、事務所スタッフに「やってみない？」と提案されて出演に至った。安斉自身、まさか自分が演技の仕事をするとは思ってもみなかった為、主演が決まってから半年ほど演技のレッスンに通った。
2020年4月25日配信の「リバイバル」をコンセプトにしたコンピレーションアルバム『avex revival trax』に参加。安斉はCAELAN（INTERSECTION）と共にm-floの「come again」をカバー。また、lol、Beverly、FAKY、FEMM、Yup'inと共にMAXIMIZOR「CAN'T UNDO THIS!!」のカバー「REVIVE 'EM ALL 2020」にも参加している。
2020年7月22日、5枚目のシングル「僕らは強くなれる。」(五十嵐充作曲・編曲)をサブスクリプション限定で発売。安斉が音楽を志すきっかけとなった吹奏楽部での経験が反映された応援歌になっており、安斉のアイデアで当初シンプルだったサウンドにブラスアレンジが加えられた。また、ミュージック・ビデオでは、京都橘高校吹奏楽部と共演している。管編曲における日本の第一人者でもある村田陽一のアレンジと指導のもと、1年以上に渡るレッスンを経て、コラボレーションが実現した。間奏部分には、安斉本人もソプラノサックス奏者として参加している。この曲は、新型コロナウイルスの影響で中止となった「第102回全国高等学校野球選手権大会」の代替として各地方高野連が開催する都道府県別大会のテーマソングに起用された。また、この曲で『ミュージックステーション』（テレビ朝日）に初出演し、テレビ初歌唱を披露した（m-floの「come again」のカバーも披露した）。9月16日、自身が作曲に初参加したシングル「GAL-TRAP」をサブスクリプション限定で発売。
2020年10月6日、横浜エフエム放送で自身初のレギュラーラジオ番組『てくてくかれんだー』が放送開始。

## 歌手としての特徴

### 音楽性と作詞作曲
歌を習い始めたのと同時に作詞を始める。iPhoneのメモに思いついた言葉を書き溜めておき、曲をもらった時にそれを歌詞に落とし込む。歌詞は「リアルタイムで素直な気持ち」を書いており、その時にしか生まれない感情を飾らずに書くことを意識しているが、自分以外の経験やストーリーを作って歌詞を書くこともある。表現は小説や映画から影響を受けている。ちなみに好きな映画は「重い何かが心に残るような作品」であり、日本映画では『蛇にピアス』、『ヘルタースケルター』、『チワワちゃん』、『渇き。』。安斉を育てたエイベックスCEOの音楽プロデューサー・松浦勝人によると2020年時点で彼女のストックデモは100曲以上あり、その中には安斉の自作曲も含まれている。自身で作曲が行える点も浜崎あゆみとの共通点であるが、松浦曰く「自分でピアノ弾きながら歌えちゃうっていうところは似てない」。なお、内面も全く似ていないとのこと。

### 声と楽器
楽器はエレクトーン、アルトサックス、囃子を経験。松浦によると最初彼女の歌声を聞いたとき、「下手くそ」だが「でも声はいけるかな」という印象を抱き、かつての浜崎あゆみとの共通点を感じ、レッスンをさせた。敢えて浜崎を思わせる1990年代のテイストの詰まった曲をリリースしたことは松浦の戦略の1つであった。

### 影響
親の影響で学生時代は洋楽のロックやR&Bばかりを聴いていた。父の影響でザ・ローリング・ストーンズ、ハノイ・ロックス、グリース･ヘルメット  、ザ・クロマニヨンズを聴いて育った。クラシック音楽も多く聴いていたが、デビューしてからは洋楽のポップスやJ-POPにもはまり聴くようになった。洋楽のヒップホップも好み、メロディー先行で好きになることが多い。ヒップホップの良さを「ノレる。どんなシーンでも流しておける」かっこ良さだと語っている。好きなヒップホップアーティストはマシン・ガン・ケリー。憧れのアーティストはアリアナ・グランデ、セリーナ・ゴメス、アリシア・キーズ。
子ども時代の思い出の曲としてテレビアニメ『美少女戦士セーラームーン』の主題歌「ムーンライト伝説」を挙げている。アニメはリアルタイムでは視聴していなかったが、専門チャンネルでの放送を見ており、両親に衣装やおもちゃを買ってもらいセーラームーンになりきっていた。「ムーンライト伝説」は家族でカラオケボックスに行くと必ず歌い、小学低学年生の時に飛び入りで参加した地元のカラオケ大会でも歌唱した。青春を思い出す曲として荒井由実（現・松任谷由実）の「卒業写真」を挙げている。中学の吹奏楽部時代に、毎年定期演奏会という中学3年生最後の演奏会が行われており、そこで「ユーミンポートレート」という松任谷の曲をメドレーで演奏し、3年生から後輩に引き継ぎを行う行事があった。そこで松任谷の曲をたくさん聞く中で最も好きだったのが「卒業写真」であった。歌手決断するきっかけとなった曲として大原櫻子の「ちっぽけな愛のうた」（映画『カノジョは嘘を愛しすぎてる』挿入歌、小枝理子名義）を挙げている。歌を習い始めJ-POPを聴くようになったタイミングでちょうどデビューしたのが大原だった。彼女を見た瞬間「超かわいい!」と心奪われ、それから歌のレッスンでも友人とのカラオケでもいつも大原の歌を歌い、大原に憧れてボブヘアーにしたこともあった。

### イメージ
安斉は、「ポストミレニアルギャル（略称はポスギャル）」として登場した。それはポストミレニアル世代（1997年以降生まれ以降の世代）と「SNSへのポスト」の意味をかけた造語である。安斉は小学生の頃からギャル雑誌を愛読し、小学4年生で金髪とカラコンデビューを果たし、100円ショップでつけまつげを買って母親の化粧品を借りてメイクをしていた。安斉はギャルは着飾った見た目やノリだけではなくマインドであると考えており、そういう意味で自身もギャルであると認めている。
音楽ライターの平賀哲雄は『TOWER PLUS+ 別冊』において、安斉のルックス、ファッション、デビュー作「世界の全て敵に感じて孤独さえ愛していた」の音楽性とミュージックビデオは、安室奈美恵、浜崎あゆみ、倖田來未と続いたエイベックスの歌姫の系譜と断言できる内容であると評価している。

## 人物
血液型B型。身長157cm。インドア派であり、余暇は自宅で動画配信サイトで映画鑑賞や犬（ペキニーズとチワワの混血、名前はゼロくん）と遊んで過ごしている。
実妹にファッションモデルの安斉星来がいる。
2020年7月17日放送の『ダウンタウンなう』（フジテレビ系）で、幼馴染の証言として「高校卒業までに同級生はもちろん、先輩や他校の男子から100人以上は告白されていた」など、学生時代の伝説が明かされた。
好きな食べ物は牛タンとサーモン。
夏生まれで夏や海の行事に携わることが多く、安斉自身も「夏女」と自認している。

## ディスコグラフィー
シングル「世界の全て敵に感じて孤独さえ愛していた」、「誰かの来世の夢でもいい」、「人生は戦場だ」、「FAKE NEWS REVOLUTION」 は、8cmCD仕様。「僕らは強くなれる。」 「GAL-TRAP」はダブルA面12cm無料シングル で、全国タワーレコード店頭のみで無料リリース。

### シングル・配信シングル
| #                                                       | 配信日         | 発売日         | 曲名                                   | 販売形態                                     | 最高順位 | 最高順位                | 収録アルバム                             |
| #                                                       | 配信日         | 発売日         | 曲名                                   | 販売形態                                     | オリコン | Billboard Japan Hot 100 | 収録アルバム                             |
| ------------------------------------------------------- | -------------- | -------------- | -------------------------------------- | -------------------------------------------- | -------- | ----------------------- | ---------------------------------------- |
| 1st                                                     | 2019年5月1日   | 2019年5月22日  | 世界の全て敵に感じて孤独さえ愛していた | サブスクリプション音楽ストリーミングサービス | －       | －                      | 未収録                                   |
| 2nd                                                     | 2019年7月1日   | 2019年7月24日  | 誰かの来世の夢でもいい                 | サブスクリプション音楽ストリーミングサービス | －       | －                      | 未収録                                   |
| 3rd                                                     | 2019年10月1日  | 2019年10月23日 | 人生は戦場だ                           | サブスクリプション音楽ストリーミングサービス | －       | －                      | 未収録                                   |
| 4th                                                     | 2020年4月1日   | 2020年6月10日  | FAKE NEWS REVOLUTION                   | サブスクリプション音楽ストリーミングサービス | －       | －                      | 未収録                                   |
| 5th                                                     | 2020年7月22日  | 2020年10月14日 | 僕らは強くなれる。                     | サブスクリプション音楽ストリーミングサービス | －       | －                      | 僕らはきっと偽りだらけの世界で強くなる。 |
| 6th                                                     | 2020年9月16日  | 2020年10月14日 | GAL-TRAP                               | サブスクリプション音楽ストリーミングサービス | －       | －                      | ANTI HEROINE                             |
| 7th                                                     | 2020年12月2日  | －             | Secret Love                            | サブスクリプション音楽ストリーミングサービス | －       | －                      | ANTI HEROINE                             |
| 8th                                                     | 2021年1月27日  | －             | キミとボクの歌（piano short version.） | サブスクリプション音楽ストリーミングサービス | －       | －                      | 未収録                                   |
| 8th                                                     | 2021年2月10日  | －             | キミとボクの歌                         | サブスクリプション音楽ストリーミングサービス | －       | －                      | 僕らはきっと偽りだらけの世界で強くなる。 |
| 9th                                                     | 2021年9月29日  | －             | 18の東京                               | サブスクリプション音楽ストリーミングサービス | －       | －                      | 未収録                                   |
| 10th                                                    | 2021年11月3日  | －             | 夜は未完成                             | サブスクリプション音楽ストリーミングサービス | －       | －                      | ANTI HEROINE                             |
| 11th                                                    | 2021年12月15日 | －             | 現実カメラ                             | サブスクリプション音楽ストリーミングサービス | －       | －                      | ANTI HEROINE                             |
| 12th                                                    | 2022年1月19日  | －             | 一周目の冬                             | サブスクリプション音楽ストリーミングサービス | －       | －                      | 僕らはきっと偽りだらけの世界で強くなる。 |
| 13th                                                    | 2022年3月2日   | －             | ちゃんと世界線                         | サブスクリプション音楽ストリーミングサービス | －       | －                      | ANTI HEROINE                             |
| 14th                                                    | 2022年11月9日  | －             | 不眠症☆廃天国                          | サブスクリプション音楽ストリーミングサービス | －       | －                      | 未収録                                   |
| 15th                                                    | 2022年11月23日 | －             | 未来の音                               | サブスクリプション音楽ストリーミングサービス | －       | －                      | ANTI HEROINE                             |
| 16th                                                    | 2023年1月25日  | －             | YOLOOP                                 | サブスクリプション音楽ストリーミングサービス | －       | －                      | ANTI HEROINE                             |
| #                                                       | 2023年2月1日   | －             | 恋愛周辺（Demo）- drama ver. -         | サブスクリプション音楽ストリーミングサービス | －       | －                      | 未収録                                   |
| 17th                                                    | 2023年3月15日  | －             | 恋愛周辺（Demo）                       | サブスクリプション音楽ストリーミングサービス | －       | －                      | ANTI HEROINE                             |
| 18th                                                    | 2023年3月17日  | －             | ギブミー♡すとっぷ                      | サブスクリプション音楽ストリーミングサービス | －       | －                      | ANTI HEROINE                             |
| 19th                                                    | 2023年3月20日  | －             | おーる、べじ♪                          | サブスクリプション音楽ストリーミングサービス | －       | －                      | ANTI HEROINE                             |
| "—"はチャート圏外、チャート対象外のいずれかを意味する。 |                |                |                                        |                                              |          |                         |                                          |

### リミックス デジタル・シングル
| 配信日         | タイトル                                             | 販売形態                                     | 収録アルバム                             |
| -------------- | ---------------------------------------------------- | -------------------------------------------- | ---------------------------------------- |
| 2019年12月25日 | 人生は戦場だ (Prod.by TAKU INOUE）                   | サブスクリプション音楽ストリーミングサービス | 僕らはきっと偽りだらけの世界で強くなる。 |
| 2020年1月22日  | 誰かの来世の夢でもいい（Prod.by Carpainter）         | サブスクリプション音楽ストリーミングサービス | 僕らはきっと偽りだらけの世界で強くなる。 |
| 2020年2月12日  | 世界の全て敵に感じて孤独さえ愛していた (Prod.by KO3) | サブスクリプション音楽ストリーミングサービス | 僕らはきっと偽りだらけの世界で強くなる。 |

### アルバム
| #   | 配信日        | 発売日 | 曲名                                     | 販売形態                                                            | 最高順位 | 最高順位                |
| #   | 配信日        | 発売日 | 曲名                                     | 販売形態                                                            | オリコン | Billboard Japan Hot 100 |
| --- | ------------- | ------ | ---------------------------------------- | ------------------------------------------------------------------- | -------- | ----------------------- |
| 1st | 2023年3月29日 |        | ANTI HEROINE                             | 音楽配信サービスサイト サブスクリプション音楽ストリーミングサービス | －       | －                      |
| 1st | 2023年3月29日 |        | 僕らはきっと偽りだらけの世界で強くなる。 | 音楽配信サービスサイト サブスクリプション音楽ストリーミングサービス | －       | －                      |

### 参加作品
| 配信日        | 発売日        | アーティスト名 | タイトル          | 販売形態 | 規格品番    | 収録曲 |
| ------------- | ------------- | -------------- | ----------------- | -------- | ----------- | --- |
| 2020年4月25日 | 2020年5月13日 | V.A.           | avex revival trax | CD 配信  | AVCD-96525A | 「CAN’ T STOP THIS!!」 REVIVE 'EM ALL 2020（Beverly / FAKY / FEMM / lol/ Yup'in / 安斉かれん） 「come again」feat. CAELAN from INTERSECTION |

### ミュージック・ビデオ
| 年     | タイトル                                 | 監督     | 出典          |
| ------ | ---------------------------------------- | -------- | ------------- |
| 2019年 | 世界の全て敵に感じて孤独さえ愛していた   | 辻本祐希 | [ 14 ]        |
| 2019年 | 誰かの来世の夢でもいい                   | 辻本祐希 | [ 53 ]        |
| 2019年 | 人生は戦場だ                             | 辻本祐希 | [ 17 ]        |
| 2020年 | FAKE NEWS REVOLUTION                     | 辻本祐希 | [ 54 ] [ 55 ] |
| 2020年 | CAN'T STOP THIS!!（REVIVE 'EM ALL 2020） | 波多野奨 | [ 56 ]        |
| 2020年 | 僕らは強くなれる。                       | 辻本祐希 | [ 57 ]        |

## タイアップ
| 曲名               | タイアップ |
| ------------------ | --- |
| 人生は戦場だ       | テレビ東京系アニメ「ブラッククローバー」エンディングテーマ（2019年） |
| 僕らは強くなれる。 | 2020年夏季高校野球 都道府県別大会 テーマソング テレビ朝日系木曜ドラマ「未解決の女 警視庁文書捜査官シーズン2」挿入歌（2020年）                                                                                        |
| GAL-TRAP           | 日本テレビ系「スッキリ」7月度テーマソング（2020年） 「バゲット」10月エンディング・テーマ（2020年） 「バズリズム02」10月オープニング・テーマ（2020年） 「それって!?実際どうなの課」10月エンディング・テーマ（2020年） |
| Secret Love        | MBS ドラマ特区「社内マリッジハニー」オープニングテーマ（2020年） |
| 夜は未完成         | MBS ドラマイズム「凛子さんはシてみたい」エンディングテーマ（2021年） |
| YOLOOP             | TOKYO MX オリジナルドラマ『恋活』 エンディングテーマ（2022年） |
| 恋愛周辺(Demo)     | テレビ東京 系水ドラ25『それでも結婚したいと、ヤツらが言った。』 エンディングテーマ（2023年） |
| 未来の音           | YouTube 三崎優太 青汁王子チャンネル『Love Direction』主題歌（2023年） |
| キミとボクの歌     | YouTube 三崎優太 青汁王子チャンネル『Love Direction』エンディングテーマ（2023年） |

## 出演

### テレビドラマ
- M 愛すべき人がいて（2020年4月18日 - 7月4日、テレビ朝日・AbemaTV配信） - 主演・アユ 役[24][60][61][注 1]
- 日本統一 北海道編 札幌編（2022年12月13日 - 27日、UHB北海道文化放送） - メイコ 役[62]
- 離婚しない男-サレ夫と悪嫁の騙し愛- 第3話（2024年2月3日、テレビ朝日） - コイ 役[63]

### 映画
- ちょっと思い出しただけ（2022年2月11日、東京テアトル） - タクシーの乗客 役[64]

### バラエティ番組
- 部活ピーポー全力応援!ブカピ!（2020年7月14日 - 、ABCテレビ）- 準レギュラー[65][66]

### ラジオ番組
- Tresen「てくてくかれんだー」毎週火曜日18:20（2020年10月6日 - 、横浜エフエム放送）

### 広告モデル
- M・A・C（2019年 - ）
- エバーカラーワンデー[67]（2020年 - ）

## 書籍

### 写真集
- 安斉かれん1st写真集『in all』（2023年8月4日、小学館）ISBN 978-4096824375